# 李书文
李書文（1862年—1934年），字同臣，生於大清帝國直隸省天津府鹽山縣王南良村（今中華人民共和國河北省鹽山縣圣佛镇，一說生於沙張莊村）。清末武術名家，為八極拳與劈掛拳代表人物之一，長於六合大槍，別號神槍。

## 生平

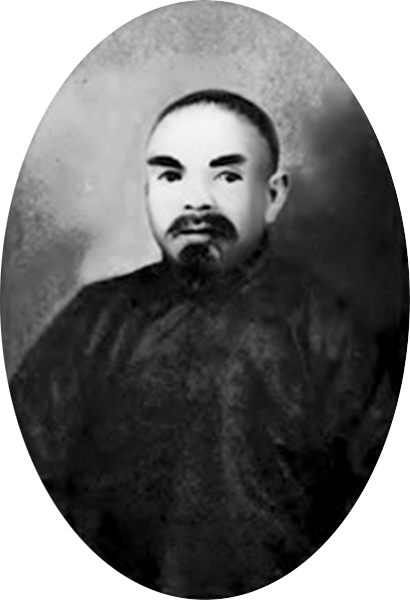
李書文畫像（2010年修復）

出身於貧農家庭，由於生活艱辛，其父將之賣予戲班學戲。李書文身材短小，只能學武丑的角色，學得戲班北派之翻跌表演功夫。由於戲班要求嚴格，經常遭受打罵。一日，李被師父用木刀打傷後腿，傷處潰爛，需切除。後終被戲班解約遣回。因為少年時學戲留下的陰影，所以李書文終生不看戲。
李書文幼時從孟村金殿陞先生學習八極拳和大槍術。之後至滄州羅畽張家八式房學武，想拜黃四海為師。但黃四海醉心武學，不收徒弟，聞其名來投師的弟子，都請他們至師弟張景星門下學習。授藝則是黃四海及張景星共同授藝。
他劄槍出手快，用勁狠，手下不留情，經常有死傷，有「矬爺」、「李狠子」的綽號。他在京津一帶行走，以六合大槍聞名，被稱為「神槍李」。在李書文成名後，曾經具弟子禮，在張景星的推薦下，拜黃林彪為師習劈掛拳，成為黃林彪的過門弟子，在此時被認為是八極門中極具實力的後起新秀。
袁世凱在天津小站鎮訓練北洋新軍時，因為聽聞黃四海大名，派人禮聘他為武術教練，黃四海以年老推辭，推薦李書文前去，李書文名聲漸漸在京津流傳。1910年，天津中華武士會成立，八極拳門下張景星率王中泉、李書文至武士會擔任教習，以李書文名聲最盛，曾與李瑞東、李存義結拜，依年紀排行第三。李瑞東曾將他與黃四海換藝所得的金剛八式，又授與李書文，傳為一時佳話。
李書文與許多出身北洋新軍的將領交好，其中又以後來加入奉軍的許蘭州、李景林及張驤伍為著，經常在他們府中來往長住。1907年，許蘭州聘請他為部隊總教習。民國初年，至馮國璋府教授武術。1925年，李景林聘請他為其部隊總教官，他與弟子霍殿閣一同前往。1926年，攜李萼堂、魏鴻恩至山東沈鴻烈海軍處為武術教練。
1927年，張之江在南京創立中央國術館，李書文受聘為顧問。1929年，許蘭州捐資成立河北國術館，聘請他為總顧問。同年，赴杭州國術大賽，擔任檢查委員。1931年，李景林邀請他至山東國術館，他攜徒劉雲樵同往，同年年底，李景林過世，李書文至黃縣張驤伍處暫居，將劉雲樵交給張驤伍照顧後，自己又四處雲游。1933年春，應邀參加山東省主席韓復榘主持的全省國術考試，擔任裁判，並表演純陽劍、八極拳、六合大槍。
李書文喜愛小孩，每次回到滄州鹽山或是天津小站時，都會準備銅板，送給村里中的小孩。他也教導他們拳術，小孩皆暱稱他是把式爺爺。其孫輩李子昆、李子芳都得到他的親自教導。
李書文的死因有中毒身亡和自然死亡兩說，《滄州武術志》與劉雲樵一系傳說，他1933年在山東濰縣客棧中遭人下毒過世。李子昆與李子芳一系則傳說，李書文在1933年自山東回到天津小站鎮長子李東堂家長住，於1934年6月因腦溢血過世於天津小站家中，容顏安詳，享壽72歲，遺體歸葬於滄州鹽山。

## 家庭
李書文醉心武術，又常年在外奔走，教拳為生，一生未婚，無子。家族其他成員為避免他絕後，分別將兒子過繼給他，是為李東堂、李萼堂、李義堂。
長子李東堂為李書文胞弟李桐生之子，隨李書文居住在天津小站北閘口，其子李子芳亦繼承李書文之拳法。次子李萼堂早年與李書文到處遊歷，1931年受邀至湖南擔任軍隊武術教官，此後定居湖南，並在日後參與了長沙會戰。三子李義堂則居於滄州鹽山。

## 武術風格
李書文一生最重視大槍，每日起床必練大槍，在大槍之外，只練習八極拳中的六開八招及劈掛掌幾個基本拳勢，輕視拳術套路與其他兵器。只有親近弟子能得到他的大槍傳授，可惜因為時代因素，他的大槍並沒有很好的被傳承下來。
其拳法重招勢，輕套路，特別反對花法套子，刪繁就簡。他傳授的八極拳都參以一套劈掛掌。與人比試時，常在數招內就決定勝負，有「李書文無二手」之美稱。
李書文並傳有從李存義處學來的純陽劍法。

## 弟子
李書文一生授徒嚴謹，入室弟子約20名，可考有：王樹德、張德忠 、崔長友、霍殿閣、李萼堂、孟憲忠、張子林、高熙臣、曾寶發、王樹江、張驤伍、許家福、許家祿、魏鴻恩、魏鴻濱、劉雲樵、李玉海（又名李健吾）等人。在弟子中，王樹德入門最早，但早死，後以霍殿閣輩份最長，為頂門弟子，劉雲樵為其所收的最後一名弟子。
為避免輩份混亂，李書文之孫輩，如李子昆、李子芳，雖經他指導，但在拳譜輩份上則指定由其他弟子擔任師父，如李子昆為霍殿閣之徒，李子芳為高啟臣之徒。其徒侄趙樹德、董義清、韓潔泉、李學義、董會亭、張子亭、劉漢周、沈中山、姚春符、董義文等都曾追隨他闖天下。
當時軍中高級將領亦不乏將領向李求教者，諸如:許蘭洲、任國棟、陳富貴、張驤伍、那玉昆、劉序東、柳虎臣、沈鴻烈、劉之沂、劉之潔、李景林、韓複榘、夏鶴一等。其中，李景林的部下張驤伍甚至拜為入門弟子，並在民國軍閥內戰結束後委聘李書文前來執教。
李的再傳弟子高香亭、霍慶雲、邊廷傑、劉子鳴、邊延彬、劉金山、劉琪瑞、李子昆、許禹聲、郝鴻昌、鮑友聲、張世忠等在民國中期亦有聲於國術界。

## 流行文化
- 日本漫畫拳兒曾描寫過他與其弟子劉雲樵的部分生平。該書目亦特地為李書文增畫了第23集：略述了李研習八極拳之生平。
- 李書文在日本電玩《Fate/EXTRA》与衍生作《Fate/EXTELLA》和《Fate/EXTELLA Link》之中先以「Assassin」的職階登場，寶具為「無二打」；之後以「Berserker」的職階再現，寶具改為「猛虎硬爬山」。配音：安井邦彥
  - 李書文在日本手機遊戲《Fate/Grand Order》之中以壯年時期的狀態召喚至Lancer級Servant登場，寶具為「神槍無二打」。以及以老年時期的狀態召喚至Assassin級Servant登場，寶具為「無二打」。
  - 在动作 RPG 《Fate/Samurai Remnant》中李书文再以 Assassin 级 Servant 的身份登场。
- 李書文(Li Shuwen)在日本遊戲《鬥魂》(Ehrgeiz)是DreamFactory開發，南夢宮1998年發行的街機3D格鬥遊戲（家機版則由史克威爾負責，因《鬥魂》有出現最終幻想7代的角色）。

## 外部連結
- 八極拳